# Peter Kügler
Peter Kügler (* 1965) ist ein österreichischer Philosoph.

## Leben
Er studierte Philosophie und Deutsche Philologie in Wien, Graz und Innsbruck (Mag. phil. Graz 1991; Dr. phil. Innsbruck 1994; Habilitation Innsbruck 2001).  Seit 1992 ist er am Institut für Philosophie der Universität Innsbruck tätig, seit 1993 als Universitätsassistent, seit 2001 als außerordentlicher Universitätsprofessor.
Seine Schwerpunkte in Forschung und Lehre sind Erkenntnistheorie, Logik, Metaphysik, Philosophie des Geistes und Religionsphilosophie.

## Schriften (Auswahl)
- Vom Funktionieren zum Interpretieren. Zwei Philosophien des menschlichen Geistes. Frankfurt am Main 1995, ISBN 3-631-48208-6.
- Die Philosophie der primären und sekundären Qualitäten. Paderborn 2002, ISBN 3-89785-199-7.
- Übernatürlich und unbegreifbar. Religiöse Transzendenz aus philosophischer Sicht. Wien 2006, ISBN 3-8258-9497-5.
- Zeit und zeitliche Existenz. Berlin 2019, ISBN 978-3-428-15649-8.